# District d'an-Nabk
Le District d'an-Nabk (en arabe : منطقة النبك, manṭiqat an-Nabk) est l'un des dix districts du Gouvernorat de Rif Dimachq, situé dans le sud de la Syrie ; son centre administratif est la ville d'an-Nabk. D'après le Bureau central des statistiques syrien, sa population était de 80 001 habitants en 2004.

## Sous-districts
Le district d'an-Nabk est divisé en trois sous-districts (ou nahiés), (population en 2004) :
| Nom         | Surface (km²) | Population | Code     |
| ----------- | ------------- | ---------- | -------- |
| an-Nabk     | 546,37        | 50 747     | SY030600 |
| Deir Atiyah | n/a           | 15 006     | SY030601 |
| Qara        | n/a           | 14 248     | SY030602 |

## Localités
| Nom              | Nom en arabe | Population | Sous-district |
| ---------------- | ------------ | ---------- | ------------- |
| an-Nabk          | النبك        | 32 548     | an-Nabk       |
| Qara             | قارة         | 12 508     | Qara          |
| Deir Atiyah      | دير عطية     | 10 984     | Deir Atiyah   |
| Flitah           | فليطة        | 6 475      | an-Nabk       |
| al-Sahel         | السحل        | 5 677      | an-Nabk       |
| al-Jarajir       | الجراجير     | 4 022      | Deir Atiyah   |
| al-Qastal        | القسطل       | 3 486      | an-Nabk       |
| Qaldoun al-Marah | قلدون المراح | 2 561      | an-Nabk       |
| al-Humayra       | الحميرة      | 1 740      | Qara          |